# SISD
SISD (англ. Single Instruction, Single Data) или ОКОД (Одиночный поток Команд, Одиночный поток Данных) — архитектура компьютера, в которой один процессор выполняет один поток команд, оперируя одним потоком данных. Относится к фон-Неймановской архитектуре. Один из классов вычислительных систем в классификации Флинна.
SISD-компьютеры — это обычные, «традиционные» последовательные компьютеры, в которых в каждый момент времени выполняется лишь одна операция над одним элементом данных (числовым или каким-либо другим значением). Большинство персональных ЭВМ до последнего времени, например, попадает именно в эту категорию. Иногда сюда относят и некоторые типы векторных компьютеров, это зависит от того, что понимать под потоком данных.